# Námestovo
Námestovo (în maghiară Námesztó) este un oraș din Slovacia cu 8.074 locuitori.

## Demografie
| An:                | 1994 | 2004   | 2014   | 2024   |
| ------------------ | ---- | ------ | ------ | ------ |
| Număr de persoane: | 7839 | 8111   | 7888   | 7355   |
| Diferență:         |      | +3,46% | −2,74% | −6,75% |

| An:                | 2023 | 2024   |
| ------------------ | ---- | ------ |
| Număr de persoane: | 7465 | 7355   |
| Diferență:         |      | −1,47% |